# Кукуљаса (Бузау)
Кукуљаса (рум. Cuculeasa) насеље је у Румунији у округу Бузау у општини Зидури. Oпштина се налази на надморској висини од 92 m.

## Становништво
Према подацима из 2002. године у насељу је живело 498 становника, од којих су сви румунске националности.